# Bernardo Gomes
Pour les articles homonymes, voir Gomes.
Bernardo Oneto Gomes, né le 12 novembre 1993 à Rio de Janeiro, est un joueur brésilien de water-polo.

## Carrière
Avec l'équipe du Brésil de water-polo masculin, il termine 14e des championnats du monde en 2011, est médaillé d'argent des Jeux panaméricains de 2015, médaillé de bronze de la Ligue mondiale de water-polo masculin 2015 et se classe 8e du tournoi masculin de water-polo aux Jeux olympiques d'été de 2016.